# Pentakosiomedimnoi
Pentakosiomedimnoi (Plural von altgriechisch πεντακοσιομέδιμνος pentakosiomédimnos, deutsch ‚wer mindestens fünfhundert Medimnen erntet‘) war in der Phase der attischen Demokratie der antiken Athener Polis die Bezeichnung für die reichste von vier Bevölkerungsschichten, die in Zensusklassen eingeteilt war. 
Als Maßeinheit wurde das jährliche Einkommen an Getreide zugrunde gelegt. Bürger ohne Grundbesitz, die ein hohes anderweitig bezogenes Einkommen besaßen, konnten durch Gleichsetzung eines Medimnos (ca. 52,8 Liter) mit einer Drachme ebenfalls in diese Zensusklasse eingeteilt werden. Aus der Einteilung in eine der vier Klassen ergaben sich unterschiedliche Rechte und Verpflichtungen. Die Pentakosiomedimnoi hatten das Recht, Archon zu werden, sowie die Wehrdienstverpflichtung als Reiter. Außerdem konnten sie das Amt des Schatzmeisters der Athene erlangen.
Die angesprochene Einteilung der Bevölkerung in die vier Zensusklassen erfolgte im Jahr 594 v. Chr. durch die Verfassungsreform von Solon. Da keine Anpassung an die wirtschaftliche Entwicklung Athens stattfand, hatte die Einteilung im 4. Jahrhundert v. Chr. an sozialer Bedeutung verloren.
Die anderen drei Zensusklassen sind Hippeis, Zeugiten und Theten.